# Cirolana theleceps
Cirolana theleceps är en kräftdjursart som beskrevs av Barnard 1940. Cirolana theleceps ingår i släktet Cirolana och familjen Cirolanidae. Inga underarter finns listade i Catalogue of Life.